# Ольдони, Педро
Педро Энрике Ольдоне да Насименто (порт. Pedro Henrique Oldoni do Nascimento; 26 сентября 1985, Пату-Бранку, Бразилия), более известный как Педро Ольдони (порт. Pedro Oldoni) — бразильский футболист, имеющий итальянское гражданство, выступающий на позиции нападающего.

## Карьера
Олдони родился в городе Пату-Бранку, Парана. Первые шаги в футболе Педро сделал в местном клубе «Сианорти», прежде чем перейти к крупному клубу «Атлетико Паранаэнсе» в 2005 году.
Тем не менее, после того, как 31 января 2009 года он не смог обосноваться в стартовом составе бразильского клуба, Олдони перебрался в испанскую Ла-Лигу, в клубе «Реал Вальядолид». Он дебютировал 15 февраля, став последним заменой в проигранном матче (2:3) с Альмерией. Однако, и в Испании Педро почти не играл на протяжении сезона, так как клуб из Кастилии и Леона находился в зоне вылета.